# The Confession (film 1920)
The Confession è un film del 1920, diretto da Bertram Bracken.

## Trama
Terribile nottata di tempesta a Deer Lodge, nel Montana; le luci elettriche si spengono, mentre nel saloon si accende una lite fra Tom Bartlett e Jimmie Creighton, che escono dal locale brandendo i loro fucili. I curiosi si affacciano, ma è buio pesto, soltanto sporadici lampi consentono di rischiarare la scena dei due contendenti che lottano, per il resto è oscurità totale. SI ode un colpo d'arma da fuoco, e Jimmie cade a terra, morto.
Poco dopo il canadese Joseph Dumont, che era presente al saloon, sfida le intemperie e compare alla porta di padre Bartlett, il fratello di Tom, chiede di essere confessato e riferisce al sacerdote di avere appena ucciso Jimmie Creighton; lo ha fatto – continua – per vendicare l'onore di sua sorella Fanchette, che era stata messa incinta da Jimmie, il quale poi era sparito dalla circolazione.
Gli indizi per l'assassinio però cadono tutti su Tom (suo, ad esempio, era il fucile dal quale era partito il colpo mortale – per quanto esploso da Dumont), che viene arrestato con l'accusa di omicidio. E la situazione è tanto più delicata in quanto Tom è il fidanzato di Rose, la sorella di Jimmie. Intanto Joseph Dumont viene a sapere che in realtà sua sorella Franchine e Jimmie erano regolarmente sposati, e la coscienza comincia – in ogni caso troppo tardi - a rimordergli.
Al processo, Dumont, sentito come testimone, si guarda bene dal dichiararsi colpevole, mentre don Bartlett, in ottemperanza al segreto che gli prescrive, secondo la dottrina cattolica, di non riferire a nessuno quanto ha appreso durante una confessione, si rifiuta di portare quella che avrebbe potuto essere una testimonianza importante per scagionare il fratello. Tom viene quindi condannato a morte.
Padre Bartlett lo visita in carcere: Tom lo tramortisce e, indossati i suoi abiti sacerdotali, riesce ad evadere e a fuggire in Canada. Oltreconfine intanto si è recato anche Joseph Dumont, e in seguito anche don Bartlett, sulle tracce di entrambi, mentre Fanchette intanto ha avuto il bambino. Tom è ricercato anche in Canada, e viene arrestato ed istradato.
A questo punto nulla può salvare Tom dal patibolo se non l'ammissione della propria colpa da parte di Dumont di fronte alle autorità statunitensi. Ed è precisamente quanto Dumont, ritrovato gravemente ferito da padre Bartlett e profondamente oppresso dal senso di colpa al punto di avere delle visioni, si ripromette di fare.
Padre Bartlett lo riconduce quindi nel Montana, dove Dumont giunge e, prima di spirare, rilascia la propria confessione, all'ultimo istante, quando Tom era già sulla forca in procinto di essere impiccato.